# Nhóc Nicholas (phim)
Le Petit Nicolas (tiếng Việt: Nhóc Nicholas) là một bộ phim của điện ảnh Pháp sản xuất năm 2009 đạo diễn bởi Laurent Tirard dựa trên loạt truyện dành cho thiếu nhi cùng tên của tác giả René Goscinny. Bộ phim được phát hành tại Pháp ngày 30 tháng 9 năm 2009.

## Nội dung
Bộ phim kể về cậu bé Nicolas nghịch ngợm cùng với các bạn của mình. Nhiều trò phá phách là không chủ ý nhưng cũng có vài trò là tụi nhỏ cố tình nghĩ ra. Mọi chuyện tệ hơn khi nhóc Nicolas nhà ta nghĩ rằng mẹ cậu đang có em bé, và nhờ tụi bạn phá phách của mình cậu nghĩ rằng chắc hẳn ba mẹ sẽ không còn yêu thương mình và sẽ chở mình vào rừng và bỏ ở đó như câu chuyện "Cậu bé Ngón tay cái" mà cậu học tại trường. Nhiều quyết định quyết liệt của cậu đã được đưa ra trong đó có việc: tặng hoa hồng cho mẹ, điều này làm cô bán hoa hồng phải nằm trong chậu xương rồng; trở nên ngoan hơn bằng cách dọn dẹp nhà cho mẹ, nhưng cậu và lũ bạn lại phá hoại tất cả; rồi cậu nghĩ tới việc bỏ nhà ra đi; cuối cùng là nghĩ ra trò bắt cóc. Sau tất cả mọi thứ được bày ra, cuối cùng cậu cũng hiểu việc này đồng nghĩa với việc cậu sẽ trở thành anh lớn. Với suy nghĩ đó, sẽ thật tuyệt khi cậu chơi dàn trận cùng em mình, hay chở em đi xe đạp, rồi đá banh, đủ thứ trò như tụi bạn. Nhưng đời không như là mơ khi cậu nghĩ rằng mình sẽ có một cậu em trai thì hóa ra lại là một cô em gái.

## Các vai diễn

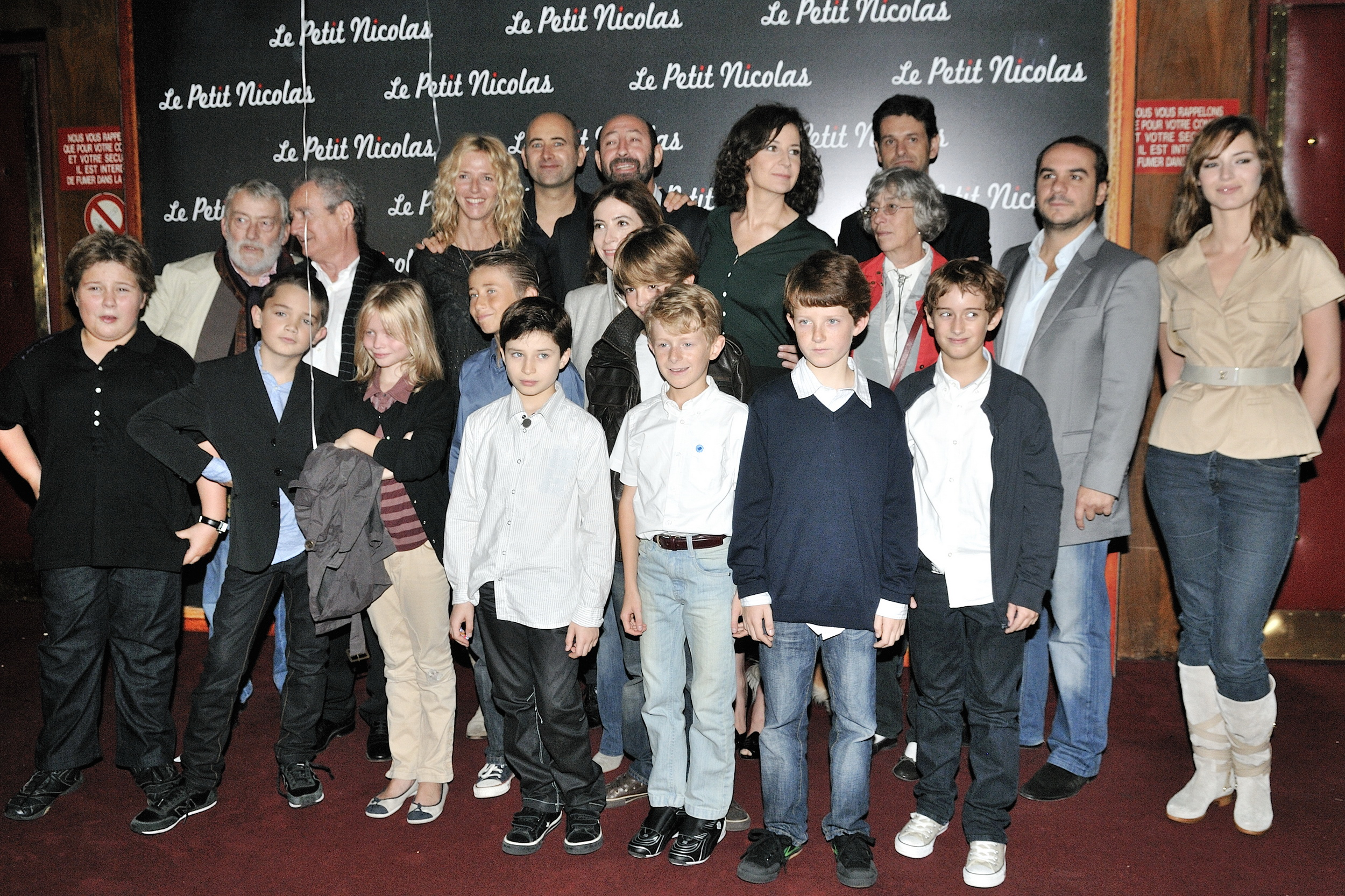
Cast and crew at the premiere of the film at the Le Grand Rex in Paris, ngày 20 tháng 9 năm 2009.

- Maxime Godart trong vai nhóc Nicolas.
- Valérie Lemercier trong vai mẹ Nicolas.
- Kad Merad trong vai ba Nicolas.
- Sandrine Kiberlain trong vai cô giáo.
- François-Xavier Demaison trong vai Mr. Dubon hay thầy Nước lèo.
- Daniel Prévost trong vai M. Moucheboume, ông chủ của ba Nicolas.
- Victor Carles trong vai thằng Clotaire, đứa luôn đội sổ của lớp.
- Damien Ferdel trong vai thằng Agnan, một đứa giả tạo và là học sinh giỏi của lớp.
- Vincent Claude trong vai thằng Alceste, cái đứa luôn nhai ngấu nghiến.
- Charles Vaillant trong vai thằng Geoffrey, đứa có ông bố mua tất tần tật những gì nó muốn.
- Benjamin Averty trong vai thằng Eudes, thằng khỏe nhất lớp và hay đánh nhau.
- Germain Petit Damico trong vai thằng Rufus, có ba là ông cảnh sát.
- Virgil Tirard trong vai thằng Joachim.
- Michel Duchaussoy trong vai ngài Hiệu trưởng.
- Michel Galabru trong vai ngài Bộ trưởng Giáo dục.
- Anémone trong vai giáo viên dạy thế.

## Nhạc phim
| Tracklist | Tracklist                                                                  | Tracklist  |
| STT       | Nhan đề                                                                    | Thời lượng |
| --------- | -------------------------------------------------------------------------- | ---------- |
| 1.        | "Un drôle de sujet de rédaction (A funny essay topic)"                     | 07:42      |
| 2.        | "Générique (Generic)"                                                      | 02:46      |
| 3.        | "Mord aux prof (Kill the teacher)"                                         | 01:14      |
| 4.        | "La Roulette (Roulette)"                                                   | 0:58       |
| 5.        | "Les Filles, c'est pas intéressant (Girls are not interesting)"            | 01:00      |
| 6.        | "Papa et Maman se disputent souvent (Mom and Dad often argue)"             | 01:43      |
| 7.        | "3 Francs par rose (3 Francs for a rose)"                                  | 03:02      |
| 8.        | "Un Jeu drôlement compliqué (An awfully complicated game)"                 | 01:40      |
| 9.        | "Une Balade en forêt (A Walk in the forest)"                               | 01:21      |
| 10.       | "Le Spectacle (The Show)"                                                  | 01:11      |
| 11.       | "Je vais avoir un petit frère! (I'm having a little brother!)"             | 01:09      |
| 12.       | "Ménage (Cleaning)"                                                        | 01:19      |
| 13.       | "Gangster-à-louer (Gangster to rent)"                                      | 01:08      |
| 14.       | "Et en plus, c'est un sale cafard! (And besides, it's a dirty cockroach!)" | 01:11      |
| 15.       | "Potion Magic (Magic Potion)"                                              | 03:50      |
| 16.       | "Rivalités fraternelles (Sibling rivalry)"                                 | 02:05      |
| 17.       | "Rolls Folle (Rolls mad)"                                                  | 03:58      |
| 18.       | "Neuf Mois (Nine Months)"                                                  | 02:04      |
| 19.       | "On dirait un poivron confit (It looks like a pepper confit)"              | 01:02      |

## Phần tiếp theo
Tháng 8 năm 2013, nhà sản xuất của bộ phim khẳng định rằng phần tiếp theo mang tên Les Vacances Du Petit Nicolas (Kỳ nghỉ của nhóc Nicolas) sẽ được phát hành vào ngày 9 tháng 7 năm 2014. Valerie Lemercier và Kad Merad sẽ tiếp tục đảm nhận vai bố và mẹ của Nicolas, nhưng vai Nicolas sẽ được thể hiện bởi bé Matheo Boisselier.